# 翁斯特
翁斯特是德国下萨克森州的一个市镇。总面积19.18平方公里，总人口779人，其中男性412人，女性367人（2011年12月31日），人口密度41人/平方公里。